# 국도 제449호선 (일본)

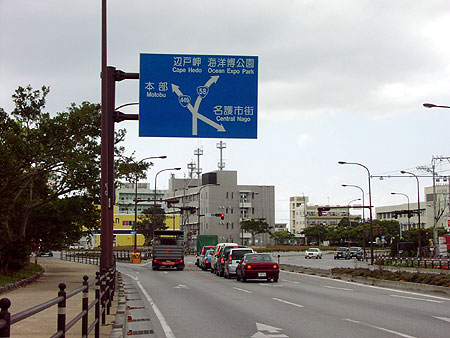
미야자토 3초메 교차로를 경유하고 있는 일본 449번 국도 전경.

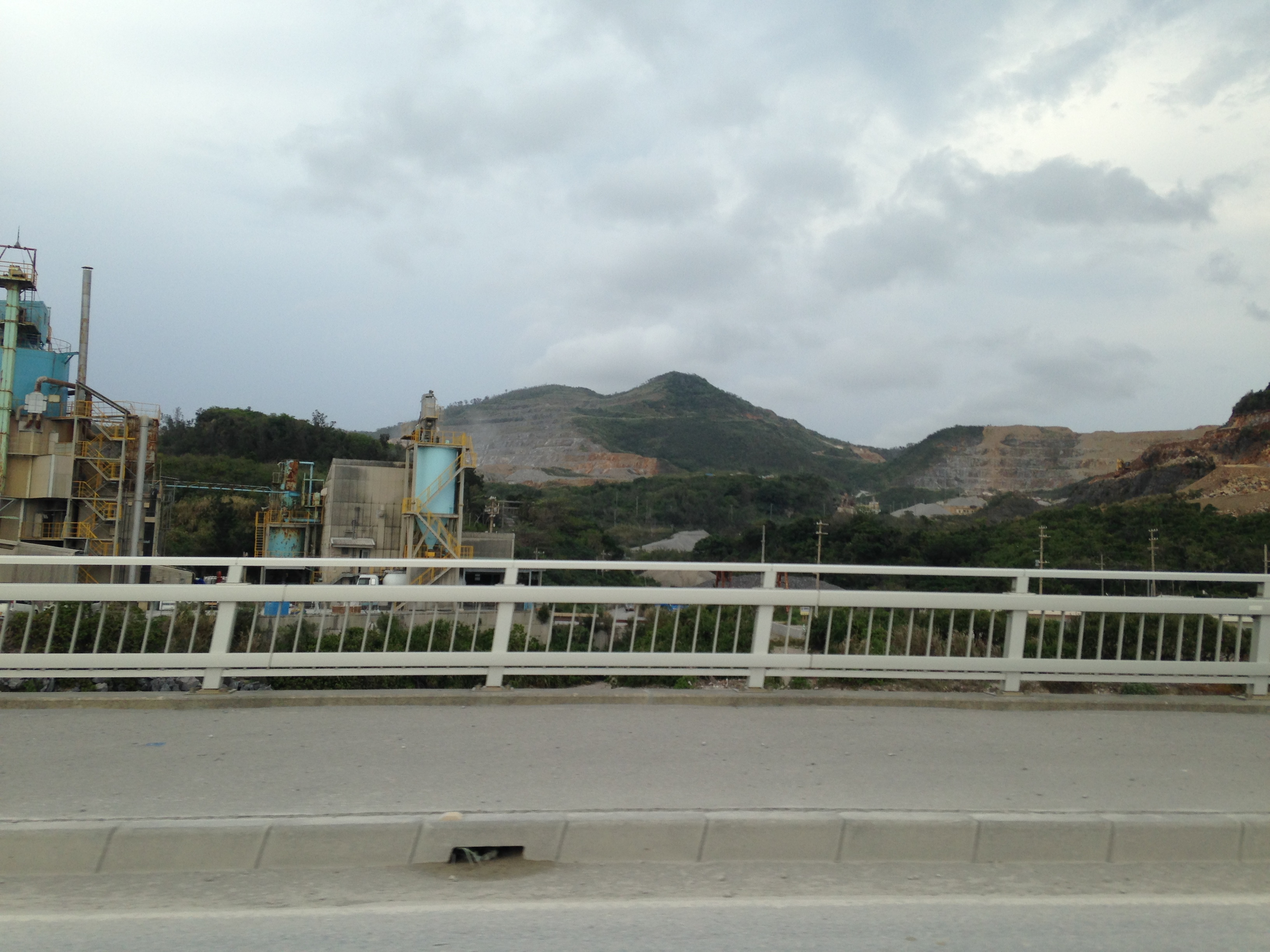
오키나와현 나고시 아와의 진산인 야에다케산을 바라본 일본 449번 국도

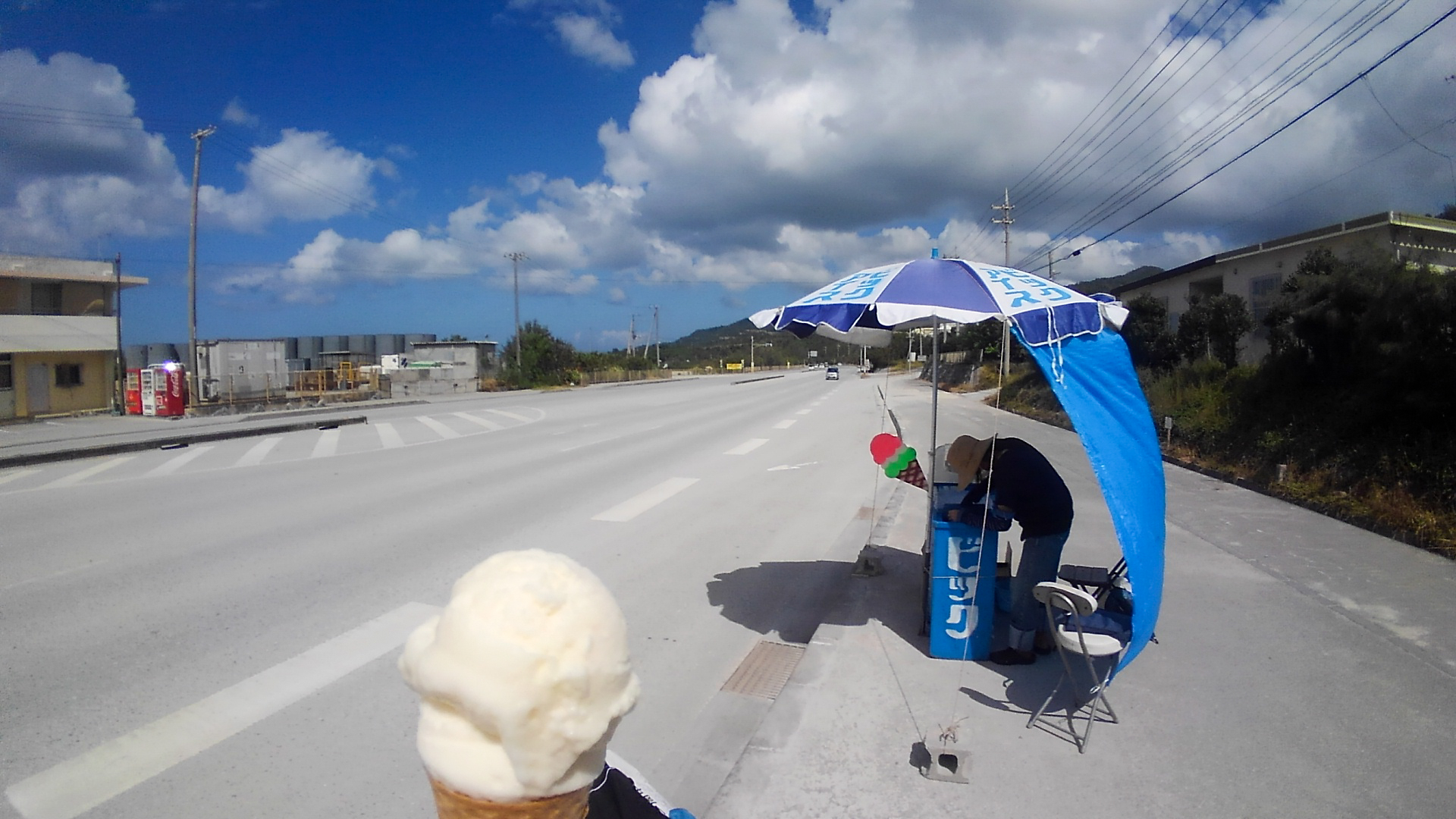
빅 아이스 오키나와

일본 449번 국도(일본어: 国道449号→국도 449호)는 오키나와현 구니가미군 모토부정에서 나고시까지 이어지는 총 연장 25.4 km의 거리를 가진 일본의 일반 국도 노선이다.

## 개요
- 기점: 오키나와현 구니가미군 모토부정 (우라사키 교차로 - 국도 제505호선과 오키나와현도 제114호선)
- 종점: 오키나와현 나고시 (미야자토3초메 교차로 - 국도 제58호선)
- 총 연장: 25.4 km
- 실제 연장: 25.4 km
  - 현도: 17.8 km
  - 구도: 7.6 km
  - 신도: 없음
- 그 외의 없는 것들: 중용연장, 미공용 연장, 지정 구간 등

## 지리

### 통과하는 지자체
- 오키나와현: 구니가미군 모토부정 - 나고시

### 교차하는 도로
- 일반국도: 국도 제58호선, 국도 제505호선
- 현도: 다음과 같음
  - 오키나와현도 제114호선
  - 오키나와현도 제84호선
  - 오키나와현도 제91호선
  - 오키나와현도 제172호선
  - 오키나와현도 제244호선
  - 오키나와현도 제72호선

## 바이패스
- 모토부미나미 도로(일본어판)
- 나고 바이패스(일본어판)